# Andrija Popović
Andrija Popović (Kotor, 22. rujna 1959.), crnogorski je političar i proslavljeni vaterpolist.
Bivši je predsjednik Liberalne partije Crne Gore.

## Sportska karijera
Andrija Popović je jedan od najtrofejnijih crnogorskih sportaša svih vremena, prvi iz crnogorskih klubova osvajač zlatne olimpijske medalje. S vaterpolo reprezentacijom SFRJ osvajač je zlatne medalje na Olmpijskim igrama 1984. godine, zatim zlatne medalje na Svjetskom prvenstvu 1986. godine i srebrnih medalja na Evropskim prvenstvima 1985. i 1987. godine. Nastupajući za zagrebačku Mladost osvojio je dva Kupa evropskih šampiona 1989/90. i 1990/91. Proglašen je za najboljeg sportaša Crne Gore 1985. godine.
Potpredsjednik je Crnogorskog olimpijskog komiteta i predsjednik Kluba crnogorskih olimpijaca.

## Politička karijera
Političku karijeru započeo je u Liberalnom savezu Crne Gore obnašajući poslove koordinatora. Godine 2004. nakon raskola u stranci povodom afere Trsteno, on napušta LSCG i priključuje se smijenjenim i isključenim članovima iz stranke, koji su se okupili u novoosnovanoj Liberalnoj partiji Crne Gore, čiji je i jedan od osnivača.
Bio je poslanik u Skupštini Crne Gore u periodu 2008. — 2009. i 2012. — 2023. Nakon što je Liberalna partija na parlamentarnim izborima 2009. izgubila parlamentarni status a staro rukovodstvo na čelu s Miodragom Živkovićem podnijelo ostavku, na izvanrednoj Konferenciji Liberalne partije 20. lipnja 2009. godine Andrija Popović izabran je za njenog predsjednika.
Od njegovog dolaska na čelno mjesto Liberalne partije, stranka se sve više približava vladajućoj partiji premijera Mila Đukanovića, nakon čega je povratila parlamentarni status. Od listopada 2012. godine i parlametarnih izbora na kojima LP nastupa u koaliciji "Evropska Crna Gora" s vladajućom Demokratskom partijom socijalista i Socijaldemokrataskom partijom, Andrija Popović je ponovo poslanik LPCG u Skupštini Crne Gore. 

Liberalna partija je u 2013. godini na državnom nivou zamrznula članstvo u Koaliciji s DPS i SDP, iako su pojedini njeni kadrovi učestvovali u radu organa izvršne vlasti.

Na IV. Redovnoj Konferenciji Liberalne partije Crne Gore 14. rujna 2013. godine, velikom većinom glasova delegata, Popović je ponovo izabran za njenog predsjednika i reizabran 2017. godine. Izabran je za neizvršnog podpredsjednika Liberalne internacionale, svjetske organizacije liberalnih stranaka 2017. godine.
Bio je član Savjeta Pokreta za evropsku nezavisnu Crnu Goru na državnom i općinskom nivou.
Andrija Popović živi u Kotoru. Oženjen je suprugom Nevenkom i ima troje djece Jelenu, Andreu i Darju.

## Vanjske poveznice
- Službene stranice LPCG-a
- Facebook stranica